# Condado de España

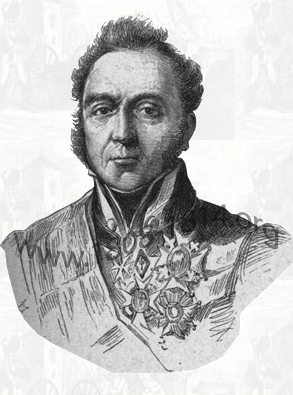
Retrato del general Carlos de España y Couserans de Cominges, i conde de España.

El condado de España es un título nobiliario español creado el 27 de agosto de 1819 por el rey Fernando VII. Su denominación hace referencia al apellido del primer titular, Carlos de España y Couserans de Commiges, el quinto hijo de Henri-Bernard d'Espagne, ii marquis d'Espagne, barón de Ramefort (ambos en Francia), quién pasó al servicio de España en tiempos de la Revolución francesa, estableciéndose en Palma de Mallorca, y de Charlotte-Claire de Cabalby d'Esplas, hija mayor del barón de "Esplas", "Lassales" y "Marbé".
Se le concedió la Grandeza de España el 27 de agosto de 1827.

## Condes de España
|                           | Titular                                           | Periodo                   |
| Creación por Fernando VII | Creación por Fernando VII                         | Creación por Fernando VII |
| ------------------------- | ------------------------------------------------- | ------------------------- |
| i                         | Carlos de España y Couserans de Commiges          | 1819-1839                 |
| ii                        | José de España de Couserans de Commiges y Rosiñol | 1847-1890                 |
| iii                       | Fernando de España y Truyols                      | 1890- ?                   |
| iv                        | José de España y Dezcallar                        | ? - ?                     |
| v                         | Fernando de España y Morell                       | ? - 2005                  |
| vi                        | José Juan de España y Pascual de Quinto           | 2005-actual titular       |

## Historia de los condes de España
- Carlos de España y Couserans de Commiges (1775-1839), i conde de España.

1. Casó con Dionisia Rosiñol de Defla Comellas y Villalonga. Le sucedió su hijo:

- José de España de Couserans de Commiges y Rosiñol (1808-1890), ii conde de España, i vizconde de Couserans ( concedido por R.D. 11 de diciembre de 1839.

1. Casó con María Ignacia Truyols y Salas, hija de Fernando Truyols y Villalonga, marqués de la Torre del Falgar. Le sucedió su hijo:

- Fernando de España y Truyols (n. en 1842), iii conde de España, ii vizconde de Couserans.

1. Casó con Josefa Dezcallar y Gual, su prima hermana, hija de Guillermo Abrí-Dezcallar y Surela, ii marqués del Palmar. Le sucedió su hijo:

- José de España y Dezcallar (n. en 1882), iv conde de España, iii vizconde de Couserans, gentilhombre grande de España con ejercicio y servidumbre del Rey Alfonso XIII.

1. Casó con María Francisca de Asís Morell y Fortuny. Le sucedió su hijo:

- Fernando de España y Morell (n. en 1914), v conde de España, iv vizconde de Couserans, marqués de Sollerich (rehabilitado con G.E. en 1981).

1. Casó con María del Pilar Pascual de Quinto y Montalvo, viii marquesa de Torremejía, vii baronesa de Guía Real. Le sucedió su hijo:

- José Juan de España y Pascual de Quinto (n. en 1953), vi conde de España, v vizconde de Couserans.

1. Casó con Carla Caamaño y de Palacio.